# Забирова, Толкын Калиевна
Толкы́н Кали́евна Заби́рова (каз. Толқын Забирова) (род. 1970) — Заслуженный деятель Казахстана, казахстанская эстрадная и оперная певица. Заслуженный деятель Казахстана (2008).

## Биография
Толкын Калиевна (Тохтаубаевна) Забирова родилась в городе Аягуз Семипалатинской области.
С 1979 года училась в Республиканской музыкальной школе им. А. Жубанова в классе хорового дирижирования, и окончила её в 1988.
В 1988 году поступила в Алма-Атинскую Государственную консерваторию им. Курмангазы на вокально-хоровой факультет по специальности сольное пение в класс Нар. арт. СССР профессора Б. Тулегеновой, который окончила на отлично в 1993 году.
С 1993 по 1995 годы солистка в Казахской Государственной филармонии им. Жамбыла.
С 1995 года работает в Алматинской государственной консерватории им. Курмангазы преподавателем вокально-педагогической практики на вокальной кафедре.
С 1997 по 2000 годы — в аспирантуре при Алматинской государственной консерватории им. Курмангазы. Появилась в эпизоде казахстанского телесериала 1996—2000 годов «Перекрёсток».
В 2009 году стала лауреатом премии Фонда первого президента Республики Казахстан за вклад в развитие казахстанской эстрады.
В 2010 году защитила диссертацию на соискание ученой степени кандидата наук по специальности 17.00.02 — музыкальное искусство «Новые парадигмальные основы формирования певческого голоса в
контексте оперной культуры Казахстана».
В 2016 году стала одной из наставниц I Национального детского песенного конкурса «Бала дауысы»

## Личная жизнь
С 1998 года муж — Сафар Ядулаевич Бабаев (род.1956), казахстанский продюсер. Сыновья — Шахрияр, Дияр, и Санжар.

## Награды
- Лауреат Международных конкурсов: «Янтарный соловей» (Калининград, 1996), «Театр Алибека Днишева» (Алма-Ата, 1998)
- Также является лауреатом нескольких эстрадных Международных конкурсов.
- Лауреат Премии Фонда Первого Президента Республики Казахстан (Премия за большой вклад в развитие Казахстанской эстрады).
- 2020 (5 октября) — Медаль «Народная благодарность» («Халық алғысы»)[6]